# Marat Nailewitsch Ismailow
Marat Nailewitsch Ismailow (russisch Марат Наи́левич Измайлов; engl. Transkription Marat Izmailov; * 21. September 1982 in Moskau) ist ein russischer Fußballspieler tatarischer Abstammung. Der Mittelfeldspieler steht seit Juli 2016 beim FK Krasnodar unter Vertrag und gehört zum Kader der Nationalmannschaft Russlands.

## Karriere
Zum Beginn seiner Karriere als Profifußballer spielte er in der Saison 2001 bei Lokomotive Moskau, dann wechselte er 2007 zum portugiesischen Erstligisten Sporting Lissabon. Im Januar 2013 wechselte er zum Ligakonkurrenten FC Porto und unterschrieb einen Vertrag bis Ende Juni 2015. Im Gegenzug wechselte der portugiesische Nationalspieler Miguel Lopes zu Sporting Lissabon.